# Aulacus erythrogaster
Aulacus erythrogaster är en stekelart som beskrevs av He och Chen 2002. Aulacus erythrogaster ingår i släktet Aulacus och familjen vedlarvsteklar. Inga underarter finns listade.